# Ях
Ях (или Аах; ег. Jˁḥ — луна) — древнеегипетский бог Луны и её обозначение.

## Культ
Луна, которая освещает землю ночью, считалась противоположной солнцу. Её образно называли «Счётчиком времени», который «разделяет месяцы и годы». Луна и Солнце считались левым и правым глазами Гора, у кого в противоборстве за власть Сет их вырвал и закопал; по другой версии — солнце называли «глазом Ра», а луну — «глазом Гора». Хнум, Тот и Мин выходили из дома Луны, что объединяло их с Яхом. По этой причине почитание Яха было распространено в традиционных центрах этих богов — в Фивах и Гермополе. В Мадамуде, где стоял большой храм Монту, сохранился «Дом Яха».

## Изображение
Изображался в набедренной повязке фараона с тесным головным убором и лунным диском над головой. Иногда изображался подростком с юношеским локоном.

## Синкретизм

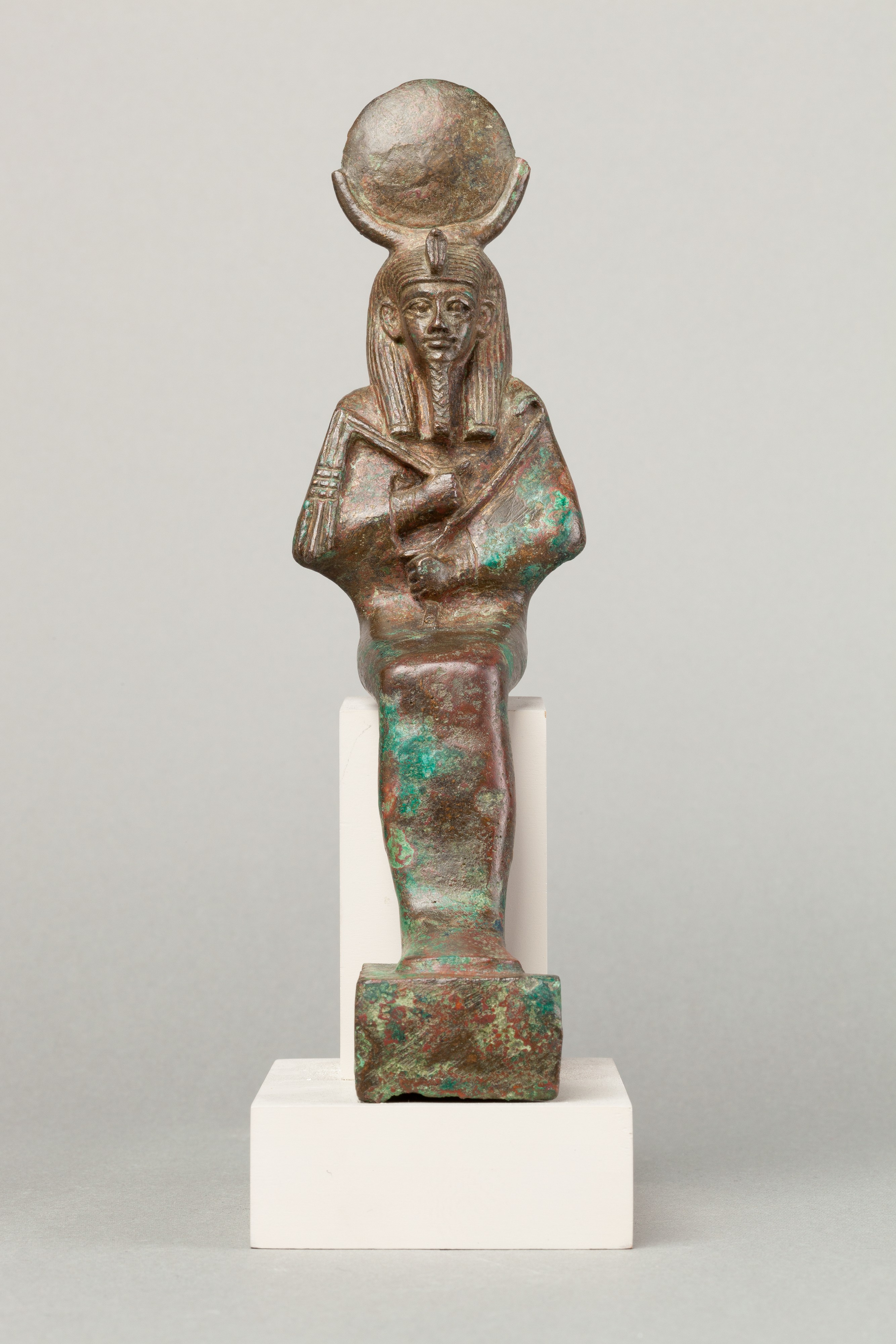
Осирис-Ях в музее Метрополитен.

В Древнем царстве имел большее почитание, чем в последующие эпохи, поскольку по луне крестьяне определяли сроки полевых работ.
В какой-то момент, согласно книге Амдуат, богом луны считался Осирис, хотя Диодор ошибочно называет его солнцем, а Исиду — луной. Как бог загробного мира Осирис мог перенимать функции бога луны, являющейся образно «солнцем мёртвых». Согласно Плутарху, во время фестиваля оплакивания Осириса жрецы лепят ритуальную месяцевидную фигурку из земли, «обряжают и украшают её, показывая, что считают этих богов субстанцией воды и земли».
Важную роль Ях играл в конце XVII династии при Яхмосидах, которые включили имя бога в состав собственных имён: Яхмос (Рождённый Ях), Яххотеп (Ях доволен), Яхмос-Нефертари. В это же время Ях и Тот объединяются под именем Ях-Тот, как образное определение Тота или его самого в образе луны. В итоге культ Тота благодаря важной роли в мифологии возобладает, что отразится в именах Тутмосидов последующей XVIII династии.
В городе Танис в дельте Нила имел распространение культ богини луны Астарты, которую олицетворяли с Яхом или имеющей к нему отношение египетской богиней Хатхор-Исидой.
Всё это указывает на постепенное слияние Яха с различными культами, связанными с лунным богом общими функциями. Однако полностью культ Яха не исчез и претерпел недолгое возрождение при Амасисе из XXVI династии.